# Marcia Trotman
Marcia Trotman (sinh ngày 1 tháng 9 năm 1955) là một vận động viên chạy nước rút người Barbados. Bà thi đấu ở nội dung 200 mét nữ tại Thế vận hội Mùa hè năm 1972.